# Diamesa lavillei
Diamesa lavillei är en tvåvingeart som beskrevs av Serra-tosio 1969. Diamesa lavillei ingår i släktet Diamesa och familjen fjädermyggor. Inga underarter finns listade i Catalogue of Life.